# Rhyl Football Club
El Rhyl Football Club (en gal·lès: Clwb Pêl Droed Y Rhyl) és un club de futbol gal·lès de la ciutat de Rhyl.

## Història
El club va ser fundat el 1879. Disputa els seus partits a l'estadi Belle Vue. Ha guanyat dues lligues nacionals i quatre copes.
Evolució del nom:
- 1879: fundació com Rhyl Skull & Crossbones
- 1890: reanomenat Rhyl FC
- 1891: desaparició
- 1892: refundació com Rhyl Athletic
- 1898: absorció de Rhyl Town 1897
- 1910: desaparició
- 1910: refundació com Rhyl United
- 1914: desaparició
- 1919: refundació com Rhyl Athletic
- 1928: reanomenat Rhyl FC

## Palmarès
- Lliga gal·lesa de futbol: 
  - 2003-04, 2008-09
- Copa gal·lesa de futbol: 
  - 1951-52, 1952-53, 2003-04, 2005-06
- Copa de la Lliga gal·lesa de futbol: 
  - 2002-03, 2003-04

- Cymru Alliance:
  - 1993-94, 2012-13
- Cymru Alliance Cup:
  - 1992-93, 2011-12

- North Wales FA Challenge Cup:
  - 1927-28, 1929-30, 1933-34, 1934-35, 1938-39, 1947-48, 1949-50, 1950-51, 1951-52, 1953-54, 1954-55, 1969-70, 2003-04, 2005-06
- Welsh Amateur Cup:
  - 1972-73

- Cheshire County League:
  - 1947-48, 1950-51, 1971-72
- Cheshire League Challenge Cup:
  - 1970-71
- Northern Premier League President's Cup:
  - 1984-85